# Nuno Roland
Reinold Correia de Oliveira, conhecido como Nuno Roland (Joinville, 1 de março de 1913 — 20 de dezembro de 1975) foi um dos grandes cantores da época de ouro do rádio brasileiro.
Catarinense, iniciou sua carreira artística em 1931 como cantor num cassino de Passo Fundo, RS. Durante sua passagem pelo Rio Grande do Sul conheceu Lupicínio Rodrigues, de quem se tornou amigo.
Em 1934, seguiu para São Paulo onde fez grande sucesso apresentado-se inicialmente na Rádio Record e depois na Rádio Educadora Paulista. Foi em São Paulo que adotou o nome artístico de Nuno Roland.
Em 1936 mudou-se para o Rio de Janeiro onde assinou contrato com a Rádio Nacional. Estreou na inauguração da emissora em 12 de setembro daquele ano.

## Filmografia
Dos poucos filmes em que Nuno apareceu, apenas ''Garota Enxuta'' está disponível na internet.
1948 - Está é Fina
1959 - Garota Enxuta
1949 - Eu Quero é Movimento

## Morte
Diabético, Nuno sofreu um tombo e consequentemente problemas com gangrena, levando a amputar uma pena, após três dias em coma e delírios onde chamava por amigos como Noel Rosa, Marlene e Linda Batista, Nuno veio a falecer em 20 de dezembro de 1975 e enterrado no domingo ás 11 horas em 21 de dezembro de 1975.
Nuno está sepultado o Cemitério Jardim da Saudade, mesmo cemitério onde está Dalva de Oliveira e Ataulfo Alves.

## Sucessos
- É tão sublime o amor (Love is a many splendored thing), Paul Francis Webster e Sammy Fain, versão de Alberto Almeida (1956)
- Hino do Fluminense, Trio Melodia (1940)
- Hino do Olaria, Lamartine Babo (1950)
- Peixe vivo, motivo popular adaptado por Antônio Almeida (1950)
- Pirata da perna de pau, João de Barro (1946)
- Serenata chinesa, João de Barro (1948)
- Tem gato na tuba, Alberto Ribeiro e João de Barro (1947)
- Tem marujo no samba, João de Barro, com Emilinha Borba (1948)
- Hino do Botafogo,Lamartine Babo(1950)